# 索尼 FE 70-200mm F2.8 GM OSS

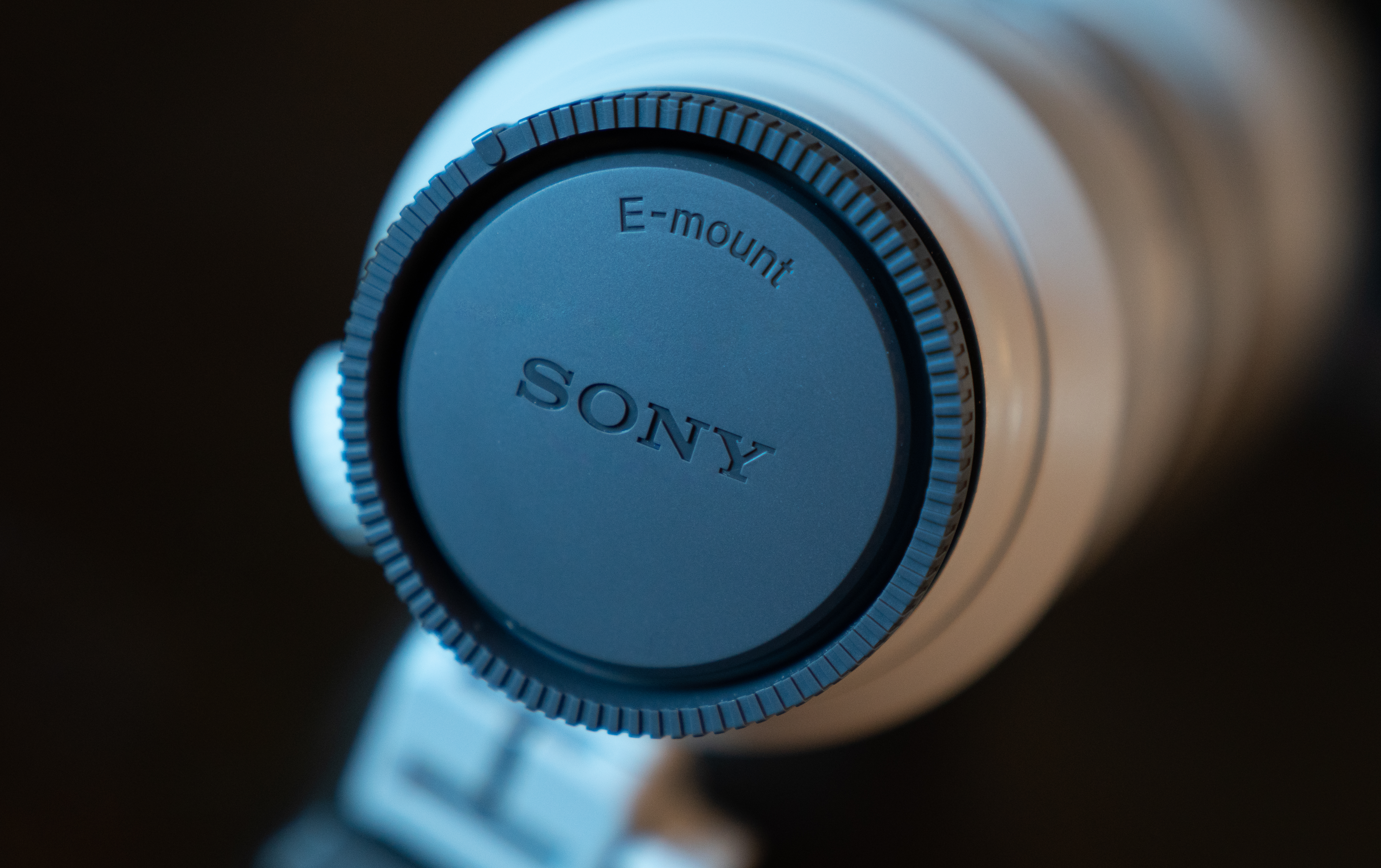
尾部镜头盖

索尼 FE 70-200mm F2.8 GM OSS是索尼为E接环全画幅无反相机设计的恒定光圈变焦镜头，于2016年2月3日正式发布。这款70-200mm f/2.8镜头凭借其在低光照环境里的表现，广受体育商业活动摄影者欢迎。一些人像摄影者也偏好这款镜头f/2.8光圈带来的优秀背景虚化能力。该镜头虽然针对全画幅设计，但它仍能被用于索尼APS-C画幅E接环机身，等效焦距105-300mm。